# 제이컵 돌턴

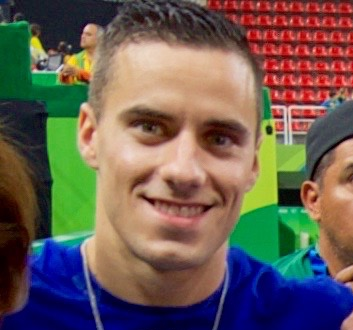
2018년 하계 올림픽에서

제이컵 돌턴(Jacob Dalton, 1991년 8월 19일 ~ )은 미국의 체조 선수이다.